# Златарица (община)
Вижте пояснителната страница за други значения на Златарица.
Община Златарица се намира в Северна България и е една от съставните общини на област Велико Търново.

## География

### Географско положение, граници, големина
Общината е разположена в югоизточната част на област Велико Търново. С площта си от 232,676 km2 заема 8-о място сред 10-те общините на областта, което съставлява 4,99% от територията на областта. Границите ѝ са следните:
- на юг – община Елена
- на запад – община Велико Търново
- на северозапад – община Лясковец
- на север – община Стражица
- на изток – община Антоново от област Търговище

### Релеф
Релефът на общината е ниско планински, хълмист и равнинен, като цялата ѝ територията ѝ условно попада в Средния Предбалкан. Преобладават терени със средна височина от 300 до 600 m. Най-ниските части в долината на река Веселина имат надморска височина от 75 m. Около 2/3 от територията ѝ се заема от северните разклонения на Еленските височини, които са прорязани напречно от проломните долини на реките Златаришка и Бебровска (десни притоци на река Веселина, от басейна на Янтра). Тук южно от село Делова махала, на границата с община Елена се намира и най-високата точка на общината – връх Кулата (901 m).
В най-северната част, северно от село Горско Ново село, в пределите на общината попадат южните склонове на уединеното възвишение Романа, с едноименния връх с височина 427 m.
Северозападната част на общината в района на общинския център и село Родина се заема от широката и равна долина на река Веселина и най-долното течение на десния ѝ приток Златаришка река.

### Води
Територията на общината изцяло попада във водосборния басейн на Стара река (десен приток на Янтра). Реката протича по североизточната периферия на общината праз землищата на селата Чешма и Сливовица. Втората по значение река е Веселина (ляв приток на Стара река), която протича през северозападната, равнинна част, през землищата на град Златица и селата Родина и Горско Ново село. В нея отдясно, след общинския център, се вливат другите две големи реки в общината – Златаришка река и Бебровска река. Всичките четири реки имат почти постоянен дебит с изключение на лятото, когато водните им количества силно намаляват.
На територията на общината има изградени 10 микроязовира, които обогатяват още повече водните запаси. Използват се предимно за напояване, риборазвъждане и рибоотглеждане.

### Климат
Климатът на общината е умереноконтинентален. Средните месечни максимални температури през лятото са около 28 °C, а минималните зимни −6 °C. Средната годишна температура се движи около 11 – 12 °C. Регистрирани са изключително ниски абсолютни минимални температури, когато от север нахлуват арктични въздушни маси.
Средната годишна сума на валежите се движи около 650 – 750 l/m2, с максимум през юни и минимум през февруари. Преобладават валежите от дъжд. Трайната снежна покривка се задържа 33 – 46 дни в годината. Не са редки късните и пролетни мразове. Наблюдават се 3 – 4 засушливи периода с продължителност около 10 дни. В поречията на реките се задържат мъгли, които се отразяват неблагоприятно през студения период.
Преобладават западни и северозападни ветрове. Те довеждат влажни въздушни маси от запад. В някои сезони има и силни източни и североизточни ветрове. Те са доста силни и студени, но нямат тая сила и не отвяват снежната покривка. Фьонът или южнякът, както населението го нарича, духа през февруари, март и ранна пролет, особено по северните склонове на Еленските височини, следствие на което реките силно прииждат.

### Почви
Над 3/4 от територията на общината е заета от сиви горски почви. Те са характерни за най-южните части на Дунавската равнина и най-вече за Предбалкана. По поречието на реките Златаришка, Стара река и Веселина се срещат алувиално-ливадните почвени видове и по-богатите на хумус почви. На някои места почвената ерозия е силно изразена и са взети мерки за възстановяването на почвата (залесяване).

### Растителност и животински свят
Растителността попада в дъбовата зона на предпланинския лесорастителен район. Дъбовете образуват чисти или смесени насаждения. Имат най-често издънков характер. Най-голямо разпространение от дървесните видове имат дъбовете – цер, зимен дъб, благун. Като подлес в състава на насажденията се срещат глог, дрян, леска, люляк и др. Освен тях в по-голямо или по-малко количество се срещат габър, явор и липа. Във високите части горите са високостеблени. Изкуствено са направени насаждения от бял и чер бор, ела, явор и други.
Обликът на ландшафта, характерен за Предбалкана и дървесните видове, определят наличие на диви свине, сърни и елени, фазани и множество пернати видове.

## Население

### Етнически състав (2011)
Численост и дял на етническите групи според преброяването на населението през 2011 г.:
|                     | Численост | Дял (в %) |
| ------------------- | --------- | --------- |
| Общо                | 3991      | 100,00    |
| Българи             | 2644      | 66,25     |
| Турци               | 600       | 15,03     |
| Цигани              | 99        | 2,48      |
| Други               | 55        | 1,38      |
| Не се самоопределят | 63        | 1,58      |
| Неотговорили        | 530       | 13,28     |

### Раждаемост, смъртност и естествен прираст
Раждаемост, смъртност и естествен прираст през годините, според данни на НСИ:
| Година | Численост на живородените | Численост на починалите | Естествен прираст | Коефициент на раждаемост (в ‰) | Коефициент на смъртност (в ‰) | Коефициент на естествен прираст (в ‰) |
| ------ | ------------------------- | ----------------------- | ----------------- | ------------------------------ | ----------------------------- | ------------------------------------- |
| 1985   | 80                        | 143                     | −63               | 11,9                           | 21,4                          | −9,4                                  |
| 1988   | 79                        | 140                     | −61               | 13,4                           | 23,7                          | −10,3                                 |
| 1989   | 78                        | 112                     | −34               | 13,4                           | 19,2                          | −5,8                                  |
| 1990   | 55                        | 144                     | −89               | 9,5                            | 24,9                          | −15,4                                 |
| 1991   | 63                        | 132                     | −69               | 10,8                           | 22,7                          | −11,9                                 |
| 1992   | 58                        | 124                     | −66               | 9,9                            | 21,2                          | −11,3                                 |
| 1993   | 69                        | 118                     | −49               | 11,8                           | 20,1                          | −8,4                                  |
| 1994   | 58                        | 124                     | −66               | 9,8                            | 21,0                          | −11,2                                 |
| 1995   | 60                        | 140                     | −80               | 10,2                           | 23,7                          | −13,6                                 |
| 1996   | 66                        | 114                     | −48               | 11,2                           | 19,4                          | −8,2                                  |
| 1997   | 42                        | 123                     | −81               | 7,2                            | 21,0                          | −13,8                                 |
| 1998   | 37                        | 112                     | −75               | 6,4                            | 19,3                          | −12,9                                 |
| 1999   | 43                        | 101                     | −58               | 7,5                            | 17,6                          | −10,1                                 |
| 2000   | 48                        | 111                     | −63               | 8,5                            | 19,6                          | −11,1                                 |
| 2001   | 51                        | 103                     | −52               | 9,7                            | 19,5                          | −9,9                                  |
| 2002   | 49                        | 83                      | −34               | 10,0                           | 17,0                          | −7,0                                  |
| 2003   | 46                        | 99                      | −53               | 9,5                            | 20,4                          | −10,9                                 |
| 2004   | 46                        | 97                      | −51               | 9,5                            | 20,1                          | −10,6                                 |
| 2005   | 57                        | 91                      | −34               | 11,9                           | 18,9                          | −7,1                                  |
| 2006   | 34                        | 95                      | −61               | 7,1                            | 19,9                          | −12,8                                 |
| 2007   | 51                        | 75                      | −24               | 10,7                           | 15,8                          | −5,0                                  |
| 2008   | 34                        | 103                     | −69               | 7,2                            | 21,8                          | −14,6                                 |
| 2009   | 44                        | 88                      | −44               | 9,5                            | 18,9                          | −9,5                                  |
| 2010   | 44                        | 103                     | −59               | 9,5                            | 22,3                          | −12,8                                 |
| 2011   | 39                        | 75                      | −36               | 9,8                            | 18,8                          | −9,0                                  |
| 2012   | 39                        | 85                      | −46               | 9,9                            | 21,5                          | −11,6                                 |
| 2013   | 35                        | 103                     | −68               | 9,0                            | 26,4                          | −17,4                                 |
| 2014   | 36                        | 85                      | −49               | 9,3                            | 22,0                          | −12,7                                 |
| 2015   | 35                        | 83                      | −48               | 9,1                            | 21,6                          | −12,5                                 |
| 2016   | 36                        | 87                      | −51               | 9,5                            | 22,9                          | −13,4                                 |
| 2017   | 34                        | 93                      | −59               | 9,1                            | 24,9                          | −15,8                                 |
| 2018   | 29                        | 78                      | −49               | 7,9                            | 21,2                          | −13,3                                 |
| 2019   | 23                        | 81                      | −58               | 6,3                            | 22,2                          | −15,9                                 |
| 2020   | 36                        | 99                      | −63               | 10,0                           | 27,5                          | −17,5                                 |
| 2021   | 37                        | 112                     | −75               | 10,5                           | 31,7                          | −21,2                                 |
| 2022   | 31                        | 84                      | –53               | 9,3                            | 25,3                          | –16,0                                 |
| 2023   | 32                        | 77                      | –45               | 9,4                            | 22,7                          | –13,3                                 |

### Населени места
Общината има 24 населени места с общо население 3363 души към 7 септември 2021 г., в това число 1 град и 23 села.
| Населено място   | Население (2021 г.) | Площ на землището km2 | Забележка (старо име)                                                                                      |
| ---------------- | ------------------- | --------------------- | --- |
| Златарица        | 1923                | 49,557                | Административен център на общината                                                                         |
| Горна Хаджийска  | 1                   | -                     | Хаджи махле, в з-щето на с. Разсоха                                                                        |
| Горско Ново село | 513                 | 24,276                | |
| Горско Писарево  | -                   | -                     | Сифединлери, Язаджи махле, в з-щето на с. Калайджии                                                        |
| Дедина           | 26                  | -                     | Деде махле, в з-щето на с. Дединци                                                                         |
| Дединци          | 4                   | 21,489                | Деде бал                                                                                                   |
| Делова махала    | 1                   | -                     | Ессе махле, в з-щето на с. Резач                                                                           |
| Долно Шивачево   | 35                  | 6,891                 | Терзилери, Долно Борисово                                                                                  |
| Дуровци          | -                   | -                     | Дурла, в з-щето на с. Разсоха                                                                              |
| Дълги припек     | 27                  | -                     | Узун гюней, в з-щето на с. Средно село                                                                     |
| Калайджии        | 111                 | 18,197                | Калайджилари                                                                                               |
| Новогорци        | 2                   | -                     | Сюлейман кьой, в з-щето на с. Средно село                                                                  |
| Овощна           | -                   | -                     | Чокмишлери, в з-щето на с. Средно село                                                                     |
| Равново          | 13                  | -                     | Дюз меше, в з-щето на с. Дединци                                                                           |
| Разсоха          | 29                  | 9,914                 | Чатал дере                                                                                                 |
| Резач            | 80                  | 10,540                | Сюнетчилери                                                                                                |
| Рекичка          | -                   | -                     | Ковчаз, в з-щето на с. Средно село                                                                         |
| Родина           | 345                 | 19,527                | Тантури |
| Росно            | 83                  | 13,167                | Дурна дере                                                                                                 |
| Сливовица        | 88                  | 22,360                | Козлубик                                                                                                   |
| Средно село      | 66                  | 36,758                | Аръ кьой                                                                                                   |
| Чешма            | 14                  | -                     | Чешме махле, в з-щето на с. Сливовица                                                                      |
| Чистово          | 2                   | -                     | Емироолу, Челеби махле, в з-щето на с. Средно село                                                         |
| Чуката           | -                   | -                     | Баир махле, в з-щето на с. Средно село                                                                     |
| ОБЩО             | 3363                | 232,676               | 13 населени места без землища 22 населени места с по-малко от 350 души население, от които 5 без население |

## Административно-териториални промени
- през 1881 г. – заличена е с. Язаджии изселване без административен акт;
- през 1882 г. – заличени са м. Рамазан и м. Юртю махлеси поради изселване без административен акт;
- през 1884 г. – заличени са м. Даг махлеси и м. Ченогаците поради изселване без административен акт;
- през 1885 г. – заличени са к. Халиловци поради изселване без административен акт;
- през 1893 г. – заличена е м. Роман поради изселване без административен акт;
- след 1895 г. – заличени са м. Турсун кьой и м. Ходжа кьой поради изселване без административен акт;
- през 1898 г. – заличена е м. Дедина поради изселване без административен акт;
- Указ № 803/обн. 23 януари 1923 г. – признава м. Дурна дере за с. Дурна дере;
- Указ № 347/обн. 16.07.1925 г. – признава м. Аръ кьой за с. Аръ кьой;
- между 1926 и 1934 г. – преименувана е м. Сифединлери (Язаджи махле) на м. Горско Писарево без административен акт;
- Указ № 162/обн. 08.04.1931 г. – признава м. Бързаково за с. Бързаково;

– преименува м. Дюз меше на м. Равново;
- МЗ № 2820/обн. 14.08.1934 г. – преименува м. Келлери на м. Горно Борисово;

– преименува м. Деде бал на м. Дединци;
– преименува м. Терзилери на м. Долно Борисово;
– преименува м. Дурла на м. Дуровци;
– преименува м. Яйла кьой на м. Изворци;
– преименува м. Сюлейман кьой на м. Новогорци;
– преименува с. Юмрук кая на с. Пестник;
– преименува м. Хасър кьой на м. Рибарско;
– преименува с. Дурна дере на с. Росно;
– преименува с. Козлубик на с. Сливовица;
– преименува м. Хамза махле на м. Усойна;
– преименува м. Чешме махле на м. Чешма;
- МЗ № 3775/обн. 07.12.1934 г. – преименува м. Хаджи махле на м. Горна Хаджийска;

– преименува м. Ессе махле на м. Делова махала;
– преименува м. Сюргюлии на м. Долна Хаджийска;
– преименува м. Узун гюней на м. Дълги припек;
– преименува м. Калайджилари на м. Калайджии;
– преименува м. Гьол кьой на м. Локвата;
– преименува м. Чокмишлери на м. Овощна;
– преименува м. Емирлери на м. Повеля;
– преименува м. Чатал дере на м. Разсоха;
– преименува м. Сюнетбилери на м. Резач;
– преименува с. Аръ кьой на с. Средно село;
– преименува м. Емироолу (Челеби махле) на м. Чистово;
– преименува м. Баир махле на м. Чуката;
- през 1945 г. – възстановена е заличената през 1898 г. м. Дедина без административен акт;
- между 1946 и 1956 г. – заличена е м. Усойна поради изселване без административен акт;
- МЗ № 5750/обн. 24.09.1947 г. – преименува м. Горно Борисово на м. Горно Шивачево и м. Долно Борисово на м. Долно Шивачево;
- Указ № 236/обн. 28.05.1950 г. – преименува с. Тантури на с. Родина;
- Указ № 48/обн. 09.02.1951 г. – преименува м. Ковчаз на м. Рекичка;
- Указ № 57/обн. 05.02.1965 г. – заличава с. Бързаково, м. Изворци, м. Повеля и м. Рибарско поради изселване;

– заличава м. Ормани и я присъединява като квартал на с. Сливовица;
- Указ № 881/обн. 30.11.1965 г. – заличава м. Долна Хаджийска поради изселване;
- Указ № 1885/обн. 06.09.1974 г. – заличава м. Локвата и с. Пестник поради изселване;
- указ № 1942/обн. 17.09.1974 г. – признава с. Златарица за гр. Златарица;
- Указ № 2294/обн. 26.12.1978 г. – признава м. Долно Шивачево, м. Дълги припек, м. Калайджии, м. Равново, м. Резач и м. Чешма за села;
- Указ № 970/обн. ДВ бр.27/04.04.1986 г. – заличава м. Горно Шивачево и присъединява землището ѝ към с. Долно Шивачево;
- На основание §7 (т.3) от Закона за административно-териториалното устройство на Република България (ДВ, бр. 63/1995 г.) всички махали, колиби, гари, минни и промишлени селища придобиват статут на села.

## Транспорт
В югозападната част на общината, през град Златарица преминава участък от 9,7 km от трасето на жп линията Горна Оряховица – Елена. През 2002 г. пътническото движение по линията е преустановено със заповед на Правителството. През 2003 г. линията е закрита като нерентабилна с постановление на Министерски съвет.
През общината преминават частично 4 пътя от Републиканската пътна мрежа на България с обща дължина 32 km:
- участък от 3,5 km от Републикански път II-53 (от km 33,3 до km 36,8);
- последният участък от 14,2 km от Републикански път III-4004 (от km 7,9 до km 22,1);
- участък от 8,2 km от Републикански път III-4082 (от km 21,4 до km 29,6);
- последният участък от 6,1 km от Републикански път III-5301 (от km 3,9 до km 10,0).

## Топографска карта
- Лист от карта K-35-28. Мащаб: 1 : 100 000.
- Лист от карта K-35-29. Мащаб: 1 : 100 000.
- Лист от карта K-35-40. Мащаб: 1 : 100 000.
- Лист от карта K-35-41. Мащаб: 1 : 100 000.